# Phantomgefühl
Phantomgefühle oder Phantomempfindungen sind Gefühle, die man in Extremitäten hat, welche durch das Nervensystem nicht mehr zugänglich sind. Sie können also nach Amputationen, bei Lähmungen oder nach Schlaganfällen auftreten. Eine Form von Phantomgefühlen sind Phantomschmerzen, die unangenehm empfunden werden.

## Ursache
Seit Längerem ist bekannt, dass Phantomgefühle von Hirnanstrengungen herrührt, mit der Unerreichbarkeit großer Nervenbereiche fertigzuwerden. Die Verarbeitung dieser Signale vom gesamten Körper geschieht in den sogenannten somatosensorischen Bereichen des Gehirns, der den Thalamus und den Hirnstamm einbezieht. Auch konnte man nachweisen, dass die Ursache für Phantomgefühle das Entstehen neuer Hirnverknüpfungen ist.